# Duguetia bracteosa
Duguetia bracteosa é uma espécie de planta do gênero Duguetia.  

## Taxonomia
A espécie foi descrita em 1841 por Carl Friedrich Philipp von Martius. 